# Alveopora allingi
Alveopora allingi is een rifkoralensoort uit de familie van de Acroporidae. De wetenschappelijke naam van de soort is voor het eerst geldig gepubliceerd in 1925 door Hoffmeister.